# Sant Martí d'Arró
Sant Martí d'Arró és una església d'Arró al municipi d'Es Bòrdes inclosa en l'Inventari del Patrimoni Arquitectònic de Catalunya.

## Descripció
L'església, originàriament romànica, ha sofert diverses transformacions al llarg del temps. Consta d'una sola nau en volta de canó fins a l'alçada del presbiteri, on un arc toral marca el límit entre les dues zones. La zona presbiteral és coberta per una volta de creueria i, pel que fa als absis, foren eliminats en el seu moment a favor de la construcció d'una sagristia, al segle xviii. A la meitat del tram s'obren dues capelles a banda i banda, de construcció posterior a l'església. Podem dir que els elements arquitectònics que romanen de l'època romànica es limiten al tram de la nau en volta de canó i a les restes del que, possiblement, era la primitiva porta d'accés al temple; els vestigis que es conserven d'aquesta obertura consisteixen en indicis d'un arc de mig punt per la part exterior ocultat parcialment per la torre campanar, i en el seu negatiu per la part interior on es pot observar un espai semiesfèric que possiblement albergaria un timpà. Els afegits posteriors correspondrien a la construcció de les dues capelles laterals (segles XVI-XVII), a les que s'hauria d'afegir una altra actualment tapiada on s'han localitzat recentment restes de pintures que es poden datar entre els segles xvi i xvii. Just en l'espai que ocupa aquesta capella paredada, situada a la banda de migdia, és possible que s'hi trobés ubicat l'antic campanar.
La pica baptismal de forma circular sense decoració i realitzada en pedra, presenta una tapa de fusta amb tanca. Va ser reutilitzada per a un altre propòsit.
Davant del pòrtic hi ha un empedrat amb una disposició geomètrica radial, fets amb petites pedretes arrodonides. Podria tractar-se del paviment original del moment de la construcció del temple en el segle xii i potser refet en el segle xvii quan es va modificar l'església.
A la base de la torre del campanar hi ha una làpida amb la inscripció: "Turris supra montem sa indissolubili bitumine fut data vallo", datada el 1784.
A la capella major hi ha el retaule de Sant Martí, d'estil barroc popular, realitzat al segle xvii.